# Alexius Meinong
Alexius Meinong (Leópolis, 17 de julio de 1853-Graz, Austria, 27 de noviembre de 1920) fue un filósofo y psicólogo austríaco perteneciente a la escuela de la psicología del acto.Tras estudiar en Viena con el psicólogo filosófico Franz Brentano entre 1875 y 1870, Meinong empezó a enseñar filosofía en la Universidad de Graz, donde se mantuvo hasta su muerte en 1920.
Se lo conoce fundamentalmente por su Teoría de los Objetos (Gegenstandstheorie, 1904), y por sus estudios de lógica deóntica, basados en su creencia en los objetos inexistentes («totalmente abstractos»). Esta teoría se fundamenta en el hecho de que sea posible pensar en un objeto, como una montaña de oro, aunque no exista un objeto así en el mundo externo.

## Biografía
Meinong nace en Lemberg (en la Galicia "austríaca"), hoy conocida como Leópolis, en Ucrania. Luego de haber asistido al Gymnasium en Viena, estudió historia y filosofía en la Universidad de Viena bajo la dirección de Franz Brentano (1875-1878). En 1878 se trasladó a la Universidad Karl Franz de Graz como sucesor de Riedl; en esa universidad llega al cargo de profesor extraordinario en filosofía (1882). Accedió a la cátedra de filosofía de la Universidad de Graz, donde fundó en 1894 el Instituto Psicológico de Graz y la Escuela de Psicología Experimental (se hizo célebre en su época la escuela de psicología experimental de Graz).
Meinong supervisó la tesis de graduación de Christian von Ehrenfels (fundador de la teoría guestáltica -V.:Gestalt- y la psicología de la Gestalt). Fue asimismo el supervisor de las habilitaciones de Alois Höfler y Anton Ölzen-Newin.
Además del influjo de su maestro Brentano, recibió un fuerte influencia de la fenomenología creada por su condiscípulo Edmund Husserl. Es por esto que Meinong ensaya la creación de una nueva ciencia que intenta el estudio de lo previo a la experiencia (el a priori) substrayendo para este cometido la intencionalidad del contexto muy subjetivista al que había llegado la fenomenología de Husserl.
Considera que los «objetos inexistentes» son apriorísticos y, sin embargo, promotores de intencionalidad y, por esto, como los objetos existentes, constituyentes de la consciencia, lejos está Meinong de caer en el solipsismo, sino que estudia la configuración -en la consciencia- de tales entidades inexistentes a partir de una objetividad real.